# Dansk Top Scenen
Dansk Top Scenen er et musikprogram på Kanal København i dansktop-genren. Dansk Top Scenen gik i luften første gang den 9. februar 2001. Programmet har Skjold Christensen som tilrettelægger og studievært, er produceret af Mediehuset København og sendes i æteren af Broadcast Digital.